# Zamia poeppigiana
Zamia poeppigiana är en kärlväxtart som beskrevs av Carl Friedrich Philipp von Martius och August Wilhelm Eichler. Zamia poeppigiana ingår i släktet Zamia och familjen Zamiaceae. IUCN kategoriserar arten globalt som nära hotad. Inga underarter finns listade i Catalogue of Life.